# I finti nobili
I finti nobili és una òpera en tres actes composta per Domenico Cimarosa sobre un llibret italià de Giuseppe Palomba. S'estrenà al Teatro dei Fiorentini de Nàpols el carnestoltes de 1780.
El tercer acte és la farsetta Gli sposi per accidente, en la qual apareix el personatge de Pulcinella, que recorda la relació de les primeres òperes bufes amb la Commedia dell'Arte.